# 올림픽 의식

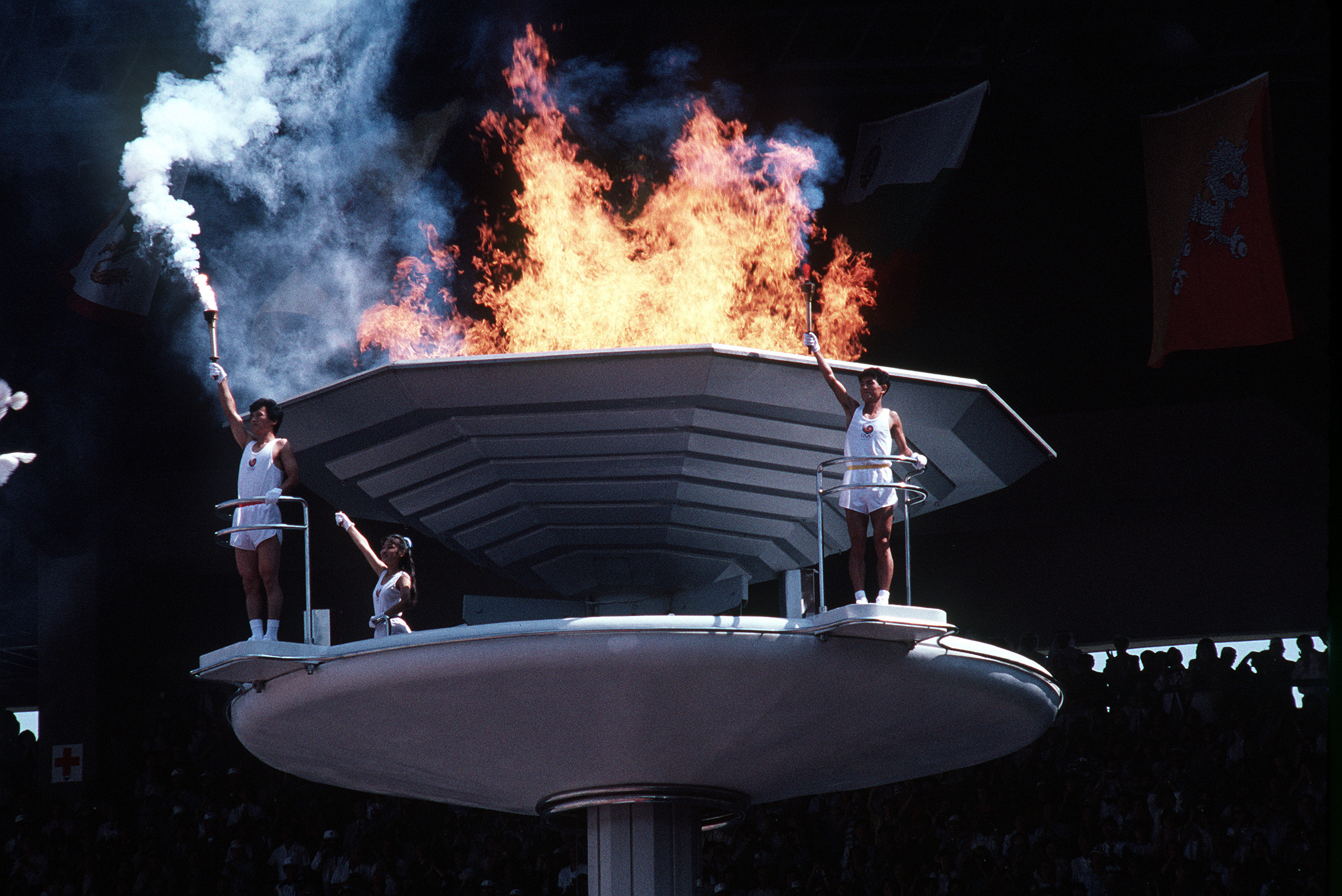
1988년 서울 올림픽 개막식

올림픽 의식(영어: Olympic Games ceremonies, 프랑스어: Cérémonies olympiques)은 올림픽 대회에서 진행되는 의식 행사를 말한다. 고대 올림픽에서는 빼놓을 수 없는 요소 중 하나였으며, 오늘날의 근대 올림픽에서도 개막식과 폐막식, 그리고 메달수여식을 행한다. 근대 올림픽의 의식 중에는 고대 올림픽을 되새기고자 하는 요소들도 존재하며, 대표적으로 고대 그리스의 발상지인 그리스가 개폐막식의 첫번째 순서로 입장하는 것을 들 수가 있다. 2004년 아테네 올림픽에서는 메달리스트에게 올리브 가지를 수여하여, 우승자에게 올리브 화환을 주었던 고대 올림픽의 관례를 온전히 재현하기도 했다. 올림픽 의식은 올림픽 헌장에 따라 진행되며 이를 올림픽 개최국이 임의로 변경할 수는 없다. 설상 개최국의 특성을 마음껏 살려내는 개폐막식의 문화행사라 하더라도 국제올림픽위원회 (IOC)의 최종 승인이 있어야 가능하다.
올림픽 의식은 수 세기를 넘어 계속해서 진화해 왔다. 고대 올림픽은 매 대회의 시작과 끝을 알리기 위해 의식을 치렀다. 그러나 근대 올림픽의 의식에는 고대 올림픽과 유사하면서도 다른 점이 공존한다. 대회 행사는 자국의 예술적 감각을 여실히 보여주고자 하는 개최국의 욕구와 기술적 진보에 따라 진화하고 있지만 각 의식마다 존재하는 기본적인 행사는 여전히 바뀌지 않고 있다. 특히 올림픽 개폐막식은 대회를 치를수록 예산과 규모, 범위가 계속해서 증가해 왔지만, 공식행사와 같은 부분들은 여전히 전통을 준수하고 있는 모습이다.

## 고대 올림픽
그리스에서 기원전 776년경부터 기원후 393년경까지 열렸던 고대 올림픽은 오늘날 올림픽 의식의 기원이라 할 만한 행사들을 창시했다고 볼 수 있다. 특히 대회 마지막에 승리를 축하하는 행사에서는 축제와 음주가무, 시 낭송 등을 벌였는데 오늘날의 메달 수여식이나 폐막식에도 어느 정도 흔적이 남아 있다. 대회 우승자가 부유하면 부유할수록 축하행사도 더욱 화려했다. 우승자는 올리브 화환이나 목관을 수여받았다. 이때 쓰이는 나무는 올림픽용으로 특별히 준비한 것으로, 아이에게 금낫을 쥐여 가지를 따서 만들었다. 이 축제에는 우승자가 맹세서약을 하거나 신세를 진 여러 신들에게 의식용 제물을 바치는 행사를 벌이기도 했다.
고대 올림픽은 약 11세기가 넘는 세월 동안 대회구성 면에서 급격한 변화를 겪어왔다. 특히 제77대 올림피아드가 열릴 당시에는 총 18종목에 달하는 경기가 진행됐다고 한다. 이처럼 규모가 커지자 고대 그리스의 대회 주최자들은 대회를 시작하는 축제를 열 필요성을 느꼈고, 이것이 오늘날 올림픽 개막식의 기원이다. 고대 올림픽의 개막식은 선수들의 스포츠맨십 서약이 끝나고 나서 이뤄졌으며, 개막식 행사 중 하나로 대회 첫번째 시합, 나팔 연주자들과 전령들이 벌이는 예술대회가 포함됐다.

## 올림픽 개막식

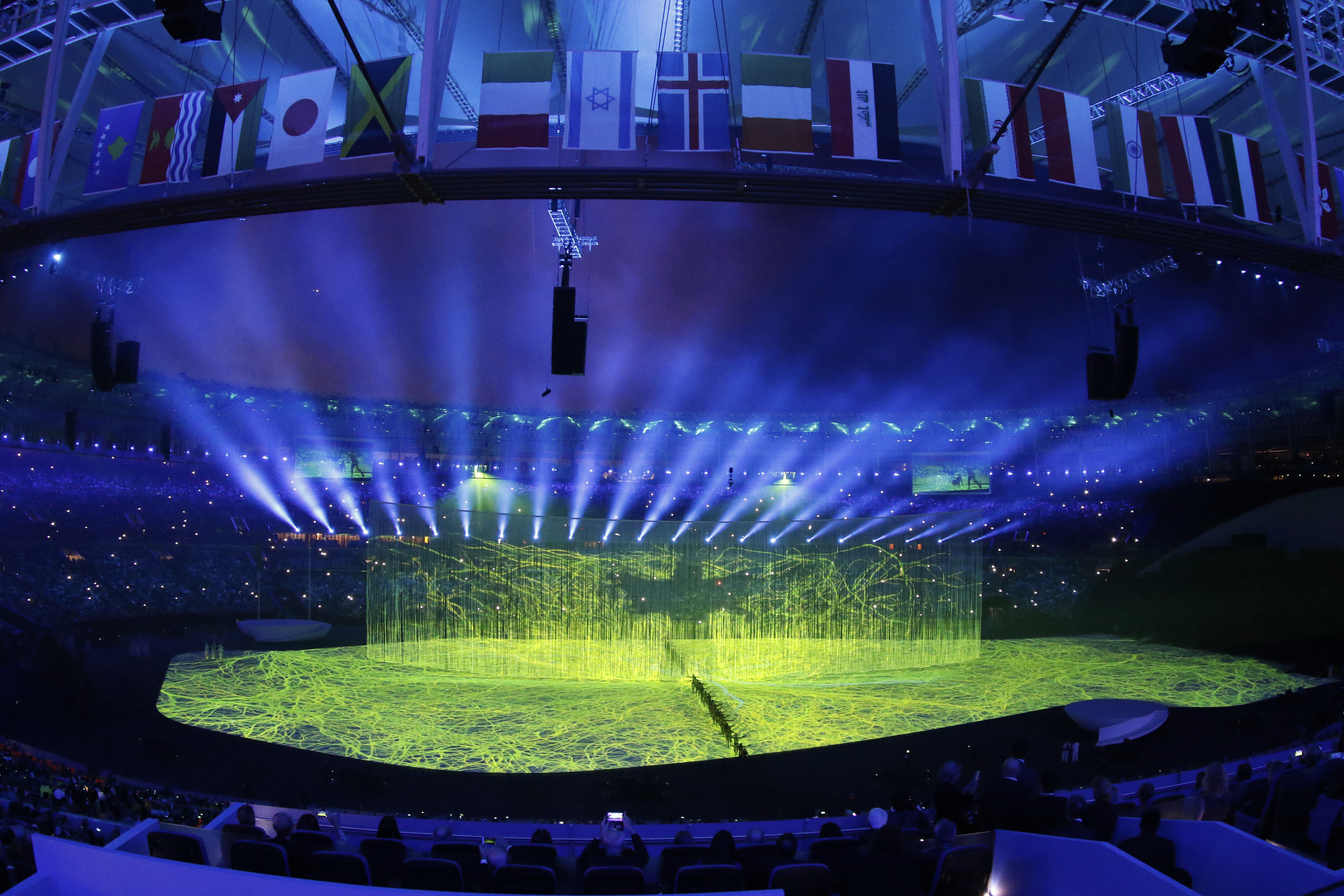
2016년 리우 올림픽 개막식의 예술 행사

올림픽 개막식은 올림픽 대회의 시작을 공식적으로 알리는 행사다. 다만 최근 대회에서는 개막식 이전부터 올림픽 경기를 시작하는 경우가 많다. 예컨대 2018년 평창 동계 올림픽에서는 대회 개막식 전날인 2월 8일에 컬링 믹스더블 경기와 스키점프 예선이 열렸다. 올림픽 개막식은 올림픽을 기념하는 개막식의 골격 요소들을 규정한 올림픽 헌장에 따라 기획된다. 이들 의례 중 대부분은 1920년 안트베르펜 올림픽부터 정례화되기 시작하였다.

### 예술 행사
개막식을 여는 예술 행사(artistic program)는 각 올림픽 대회의 특성을 이루는 행사이다. 초창기 쿠배르탱 백작이 근대 올림픽을 바라보는 시선은 선수들의 경기 못지않게 예술적 성취도 중요한 자리를 차지했다. 근대 올림픽이 스포츠의 기념행사로 발돋움해 왔기에, 그 올림픽의 개막식은 쿠베르탱의 이상이 거의 드러난 의식이라 할 수 있다. 개막식은 올림픽 대회의 중요한 절차로서, 개최국과 전세계 사이의 문화적 동질성 뿐만 아니라 유사한 특성과 메시지에 이르기까지 광범위한 요소들을 전달한다. 이에 개막식 예술행사는 개최국의 과거와 미래를 종합적으로 보여주는 역할을 한다. 보통 개최국 국기 게양과 국가 연주로 시작하는 것이 보통이며, 개최국의 문화와 역사, 그리고 올림픽의 모토를 상징하는 예술공연을 음악, 노래, 무용, 영상 등을 혼합 구성하며 펼치게 된다. 그러나 유일하게 이 암묵적 약속을 깬 올림픽이 있었는데, 바로 2024년에 열린 파리올림픽이다. 파리올림픽에 열렸던 퍼포먼스들은 프랑스 또는 올림픽과 전혀 관련이 없고, LGBTQ 이슈를 강조해 많은 논란이 있었다.예술행사의 규모와 질은 1980년 모스크바 올림픽를 시작으로 대폭 늘어왔으며, 2008년 베이징 올림픽 개막식의 경우 약 6000억 원의 예산을 투입했으며 그 중 대부분이 예술공연에 들어갔다. 그러나 최근에는 올림픽 적자를 방지하기 위해 예술행사를 고효율 저비용으로 기획하는 경우가 늘고 있는데, 2016년 리우 올림픽 (개폐막식 합계 620억원)과 2018년 평창 동계 올림픽 (개폐막식 합계 668억원) 등이 대표적이다.

### 선수단 입장
공연 후에는 개막식 공식행사로 선수단 입장(Parade of Nations)이 시작된다. 올림픽에 참가하는 대부분의 선수들이 한 국가 한 국가씩 스타디움으로 행진해 들어오는 절차이다. 여기서 선수들이 꼭 개막식에 참석해야 할 의무는 없는데, 대회 종목에 따라 개막식 전날이나 다음날, 심지어는 당일에 경기가 치러지기도 하기 때문이다. 따라서 이들 경기에 출전하고 대비해야 하는 선수들은 개막식에 참석하지 않는 쪽을 택한다.
올림픽 개막식에는 어느 특정한 주제가 설정되기 마련인데, 선수단 입장 행사에서도 개최국의 문화적 아이덴티티를 나타내고 사회적 입지를 전세계에 전하기도 한다. 예컨대 2008년 베이징 올림픽의 주제는 '통합'이었다. 2008년 5월 12일 쓰촨성에서 대지진이 발생한 이후, 중국은 전설적인 농구선수 야오밍과 지진으로부터 학교 친구들을 구해낸 9살 소년 린하오가 손을 맞잡고 걸어가는 퍼포먼스로 대지진을 추모하고자 했다. 2016년 리우 올림픽에서는 환경보존을 생각하는 브라질의 메시지를 전세계로 전하기 위해 '씨앗'을 중간주제로 삼고, 선수단이 입장할 때마다 씨앗 하나씩을 선물해 심는 행사를 가졌다. 2018년 평창 동계 올림픽에서는 '행동하는 평화'라는 주제에 걸맞게, 개최국 대한민국 선수단의 단독입장 대신 남북 공동입장을 결정하고 선수단 입장행사의 하이라이트로 삼으며 평화의 메시지를 전했다.
각국 선수단의 입장은 맨 처음에 해당 국가명이 적힌 피켓과 국기를 들면서 이뤄진다. 전통적으로 그리스 선수단이 가장 먼저 입장해 퍼레이드를 이끄는데, 이는 올림픽의 발상지인 그리스를 예우해주기 위한 의도다. 그리고 선수단 입장행사의 마지막에는 개최국의 선수단이 입장한다. 그리스와 개최국 선수단 이외의 나머지 선수단들은 개최도시 지역에서 쓰이고 개최국 조직위원회가 지정한 언어에서의 국명순으로 순서가 정해진다. 선수단 입장 시 장내 아나운서는 영어, 프랑스어, 개최국 언어 순으로 국가명을 소개한다. 다만 영어나 프랑스어가 공용어일 때에는 그 두 언어로만 소개한다.

2024년 파리 올림픽에서는 올림픽 사상 최초로 개막식을 야외에서 열었는데, 선수단 입장 또한 알파벳 순서로 배를 타고 센 강을 통해 입장 했다. 하지만 북한 선수와 한국 선수들의 배를 바꿔 태우고 한국 선수단을 소개할 때 '조선 민주주의 인민 공화국' 즉 북한으로 소개해 논란이 일었다. 진행 실수라는 말이 있지만, 배를 바꿔 태운 걸 보면 실수라고 보기에는 어렵다.

2004년 아테네 올림픽에서는 그리스 국기만 먼저 나오고, 그리스어로 가장 먼저 나오는 국가인 '세인트루시아' (Αγία Λουκία)가 입장한 뒤, 마지막에 그리스 선수단이 그냥 입장하는 식으로 진행했다. 1992년 바르셀로나 올림픽에서는 스페인어와 카탈루냐어 모두 대회 공식 언어로 지정됐지만 카탈루냐어를 쓰는 것이 정치적으로 민감한 사항이었던 탓에 프랑스어 알파벳순으로 입장했다. 그리고 일본에서 열린 역대 세 번의 올림픽 대회에서는 어떠한 이유에선지 일본어가 아닌 영어 알파벳순으로 선수단이 입장했다. 2008년 베이징 올림픽 당시에는 중국어 국명을 한자획순에 따라 배열하였다. 2010년 밴쿠버 동계 올림픽에서는 캐나다의 공용어가 영어와 프랑스어 둘 다로, 올림픽 공식 언어와 같았지만 개최지인 브리티시컬럼비아 주와 밴쿠버에서는 영어가 더 많이 쓰인다는 점 때문에 영어 알파벳순으로 선수단이 입장하였다. 러시아에서 열린 1980년 모스크바 하계 올림픽과 2014년 소치 동계 올림픽에서는 러시아어의 키릴 문자순으로 입장했으며, 대한민국에서 열린 1988년 서울 하계 올림픽과 2018년 평창 동계 올림픽은 한글의 가나다순으로 입장했다.

### 공식 행사
모든 선수가 들어온 뒤에는 올림픽 조직위원회 회장이 연설을 하고, 뒤이어 IOC 위원장도 연설을 한다. 연설 말미에는 개최국의 국가원수에게 대회 공식 개회를 선언해달라는 요청을 건넨다. 올림픽은 어느 한 도시가 무대이지 나라 전체가 무대인 것은 아니지만, 현재 올림픽 헌장에는 개최국의 국가원수가 개회선언을 하도록 되어 있다. 하지만 국가원수가 아닌 사람이 대회 개막을 선언한 사례도 만만찮다. 그 첫번째 사례는 1900년 파리 올림픽 때로, 애초에 올림픽이 1900년 만국박람회의 행사 중 하나로 열렸기 때문에 개막식 자체가 없었다. 파리 올림픽 외에도 초창기 올림픽 대회에서는 국가원수가 아닌 사람이 개회 선언을 한 사례가 많은데 특히 미국에서 열린 역대 올림픽 중 다섯 차례가 여기에 해당됐다.
올림픽 헌장에서는 대회 개막 선언을 하는 사람이 동하계 여부에 따라 다음과 같이 서로 다른 문구를 낭독하면서 선언을 하도록 명시되어 있다.
- 올림피아드 대회(하계 올림픽)일 경우 - "나는 제(순번)회 근대 올림피아드를 축하하면서 (개최 도시 이름) 올림픽 대회의 개회를 선포합니다."
- 동계 올림픽일 경우 - "나는 제(순번)회 (개최 도시 이름) 동계 올림픽 대회 개막을 선언합니다."

1936년까지만 하더라도 국가원수 역시 간단한 환영사를 낭독한 뒤 개막 선언을 해야 했다. 그러나 1936년 가르미슈파르텐키르헨 동계 올림픽과 베를린 올림픽의 개막 선언을 맡은 아돌프 히틀러가 선언만 진행한 이래 일종의 공식이 되었다. 최근에 동계 올림픽 개막식에서는 두번째가 아닌 첫번째 문구로 선언하는 추세인데, 2002년 솔트레이크시티 동계 올림픽과 2010년 밴쿠버 동계 올림픽, 그리고 2018년 평창 동계 올림픽이 여기에 해당됐다. 그밖에도 해당 형식을 따르지 않은 선언문이 역대 네 차례 정도 있었다.
우선 1976년 몬트리올 올림픽에서 엘리자베스 2세가 캐나다 여왕으로서 대회개막 선언을 할 당시 "나는 제11회 근대 올림피아드를 축하하면서 1976년 올림픽 대회 개막을 선언한다"며 '몬트리올'이라는 개최 도시 이름을 뺐다. 1984년 로스앤젤레스 올림픽에서 로널드 레이건 대통령이 대회개막 선언을 할 당시에는 "제13회 근대올림픽을 축하하면서, 나는 로스앤젤레스 올림픽 대회 개막을 선언한다"라고 순서를 바꿔 말했다. 2002년 솔트레이크시티 동계 올림픽에서는 조지 W. 부시 대통령이 9.11 테러가 벌어진 지 5개월밖에 되지 않았음을 감안해 "자랑스럽고 결심이 굳고 감사한 이 나라를 대표해서..."라는 첫머리를 붙였으며, 2016년 리우데자네이루 올림픽에서는 미셰우 테메르 대통령 권한대행이 국가원수 소개나 바흐 위원장의 연설문 소개 없이 "이 놀라운 무대에 이어, 나는 제31회 근대 올림피아드를 축하하면서 리우 올림픽 대회 개막을 선언한다"고 말했다.
2012년 런던 올림픽에서는 엘리자베스 2세가 영국 여왕으로서 대회개막을 했는데 엘리자베스 2세의 올림픽 개막선언은 1976년에 이어 이번이 두번째였다. 한편 대한민국에서 열린 두 번의 올림픽 개막 선언은 각각 다음과 같다.
- "나는 제24회 근대 올림픽 대회를 경축하면서 서울 올림픽 대회를 개최하는 것을 선언합니다." - 노태우 대통령 (1988년 서울 하계 올림픽)[29]
- "제23회 동계 올림픽 대회인 평창 동계 올림픽 대회의 개회를 선언합니다." - 문재인 대통령 (2018년 평창 동계 올림픽)

공식 개회선언이 끝나면 올림픽기가 수평으로 펼쳐진 채 스타디움으로 입장하고, 깃대에 게양되며 올림픽 찬가가 울려퍼진다. 올림픽기 입장과 게양은 1960년 로마 올림픽부터 시작된 것으로, 올림픽 헌장에서는 이 올림픽기가 "본경기장의 중요한 위치에 놓인 깃대에서 올림픽 대회 전 기간동안 휘날려야 한다"고 되어 있다. 올림픽기가 스타디움에 들어올 때에는 개최국의 유명선수들을 선정해 들게 하도록 하는 것이 관례였는데, 2012년 런던 올림픽에서는 무함마드 알리를 비롯, 올림픽 가치를 실현한 다국적 선수들과 비선수들이 들도록 하였다. 2018년 평창 동계 올림픽에서도 절반 4명은 동계 올림픽 메달리스트들이, 나머지 절반 4명은 신인 유망주가 들도록 하였다.
이후 모든 국기 기수들이 연단 주변을 에워싸고, 연단 위에서는 개최국 선수 (1920년 올림픽부터 시작) 한 명과 심판 (1972년 올림픽부터 시작) 한 명이 올림픽 선서를 하며, 각 경기의 규칙에 따라 공정하게 참가하고 심판할 것을 선언한다. 선수 선서는 1920년 안트베르펜 올림픽부터, 심판 선서는 1972년 뮌헨 올림픽부터 시작됐으며 2010년 하계 청소년 올림픽과 2012년 런던 올림픽부터는 개최국의 코치도 선서를 하게 되었다. 그러나 2018년 평창 동계 올림픽부터는 세 선서가 통합되어 선수, 심판, 코치가 각각 이름을 걸고 선수가 나머지 선언을 끝내는 것으로 바뀌었다.

### 성화

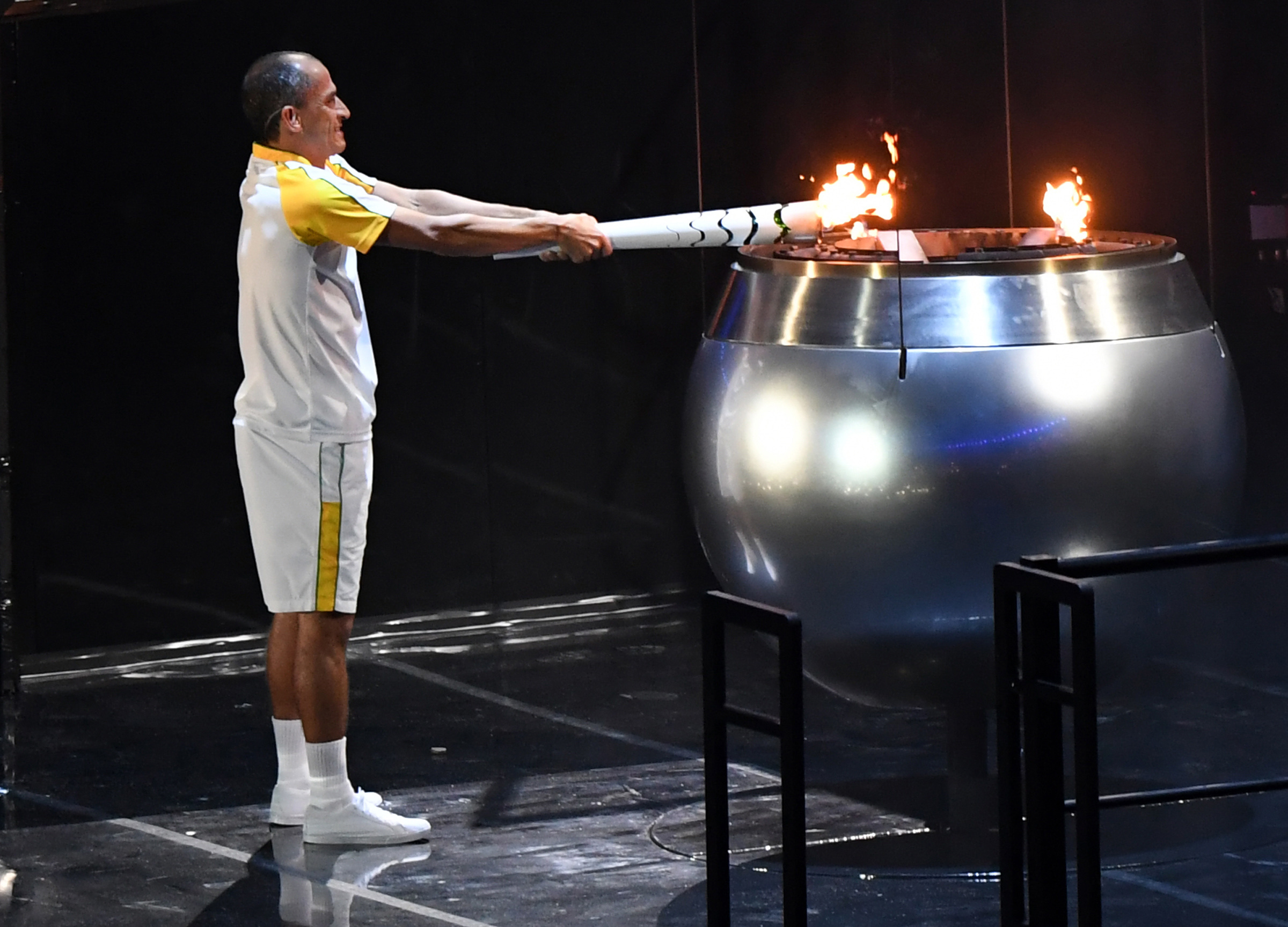
2016년 리우 올림픽 개막식에서 성화대에 불을 붙이고 있는 반데를레이 지 리마 선수

개막식의 마지막 순서로 올림픽 성화가 스타디움 내로 들어와 한 선수 한 선수씩 성화봉송을 진행한다. 그리고 개최국의 유명 선수가 마지막 성화 주자로서 전달받아 성화대에 불을 붙인다. IOC 규정에 따라 올림픽 성화대의 점화는 개막식에 참석한 사람들이 꼭 지켜보는 가운데에서 이뤄져야 하며, 그말인즉슨 올림픽 성화대가 개막식이 치러지는 장소 내에 위치해 있어야 한다는 것이다. 다른 규정에서는 성화대가 개최도시의 전 시민이 바깥에서 바라볼 수 있도록 해놓아야 한다고 정하고 있다. 이는 2010년 밴쿠버 동계 올림픽에서 문제가 되었는데, 올림픽 스타디움으로 정해진 경기장이 BC 플레이스 스타디움으로 공기로 하중을 견디는 구조의 돔구장이어서 스타디움 밖으로 성화대를 내보일 수 있는 방법이 없었던 탓에 성화대를 두 대씩 설치해야 했다. 개막식 당시에는 캐트리오나 르메이 도언, 낸시 그린, 스티브 내시, 웨인 그레츠키 등 네 명의 선수가 모여 총 네 개의 기둥에 각각 점화하고, 개막식이 공식적으로 마무리된 뒤 그레츠키 선수가 대기차량을 타고 두번째 성화대로 가서 다시금 불을 지폈다. 다만 스타디움 내 점화행사를 진행할 당시 르메이 도언이 맡은 기둥이 올라가지 않아 미완성되는 일이 벌어졌는데, 폐막식에서 기둥 하나를 마저 끌어올리는 퍼포먼스로 수습하기도 했다.
2012년 런던 올림픽에서는 런던 올림픽 스타디움의 중앙에 성화대가 자리해 있어 스타디움 바깥으로는 보이지 않았다. 대회 첫주 동안에는 스타디움 지붕 위 스크린을 통해 불타는 성화대의 모습이 전달됐고 런던올림픽 중계권을 갖고 있는 모든 방송국에 생방송 영상을 제공하였다.

### 비둘기

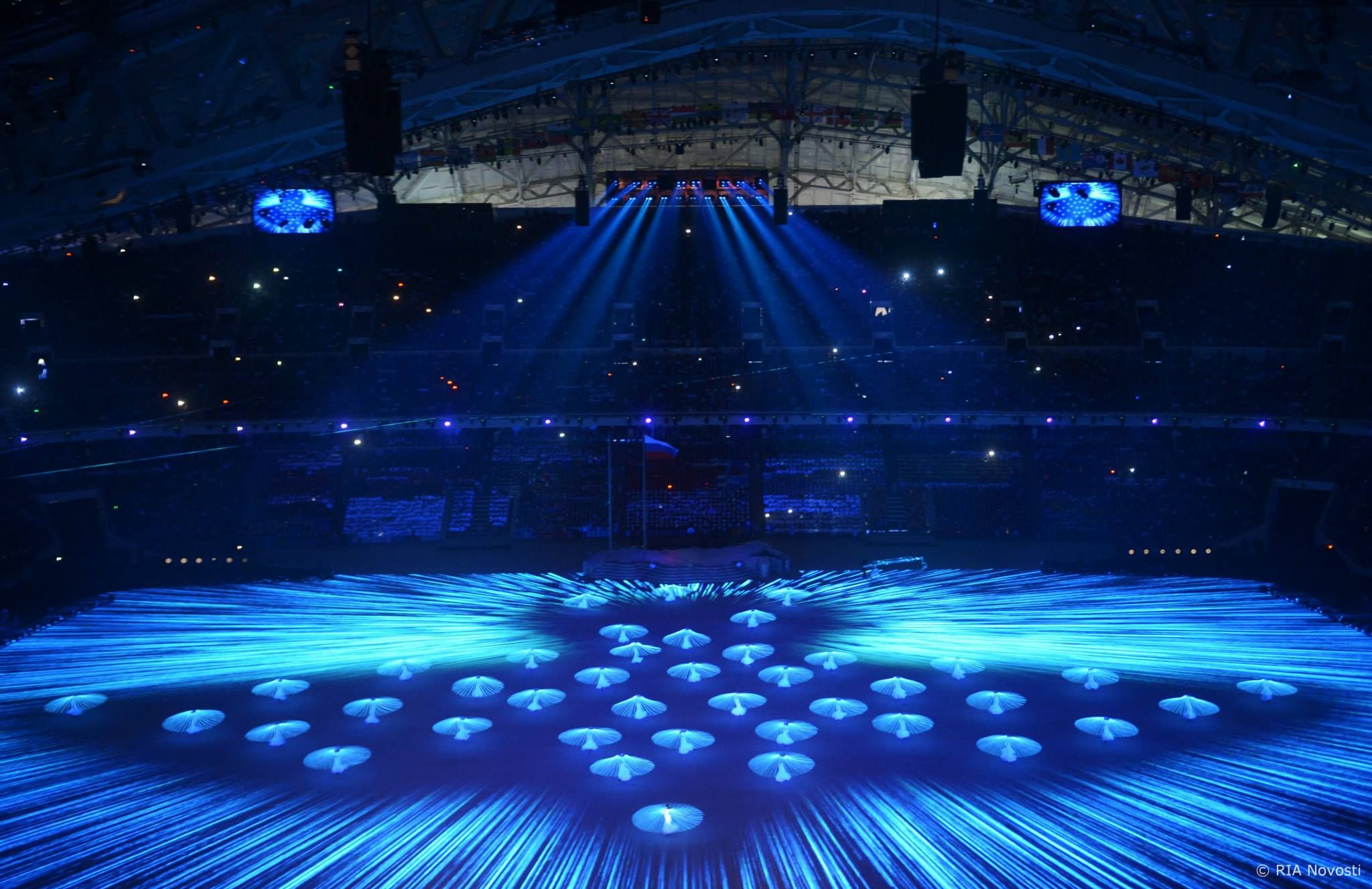
2014년 소치 올림픽의 비둘기 형상

제1차 세계 대전이 끝난 뒤 처음으로 열린 1920년 안트베르펜 올림픽에서는 올림픽 성화 점화에 앞서 평화의 상징 비둘기를 풀어놓았다 (당시 선수들은 비둘기똥을 맞을 것을 우려해 신문을 챙겨 가리며 피했다고 한다.) 이후로도 비둘기를 푸는 일은 관례적으로 이어져 왔지만, 1988년 서울 올림픽 개막식에서 아직 점화되지 않은 성화대에 앉았던 비둘기들이 성화가 붙여지면서 산채로 타죽는 사건이 벌어지는 바람에 중단되었다. 서울올림픽 이후로는 성화를 점화한 뒤에 비둘기를 풀던가, 비둘기 형상과 모티브로 대체하는 식으로 방식이 바뀌었다.
2000년 시드니 올림픽에선 흰색 옷을 입은 수많은 선수들이 스타디움 무대에 등장해 비둘기 형상을 이뤘다. 2004년 아테네 올림픽에선 LED 스크린을 이용하였고, 2006년 토리노 동계 올림픽에서도 곡예가들이 비둘기의 형상을 취했다. 2008년 베이징 올림픽에서는 비둘기 모양의 불꽃놀이를 펼쳤고, 2010년 밴쿠버 동계 올림픽에서는 역시 무대위에 비둘기 인형이 등장하였다. 2012년 런던 올림픽에서는 LED로 불을 밝힌 비둘기 날개의 바이클 선수들이 등장했으며, 2014년 소치 동계 올림픽에서는 푸른색 LED 라이트를 든 여러 명의 무용수들이 스타디움 무대에 전사된 비둘기 형상 위에서 춤을 선보였다. 2016년 리우 올림픽에선 비둘기 모양의 연을 날리는 아이들이 초대 올림픽 월계수 수상자인 킵초게 케이노와 함께 달리는 모습이 등장했다. 2018년 평창 동계 올림픽에서는 촛불을 든 수많은 사람들이 비둘기 형상을 이루고, 비둘기 풍선을 저 멀리 날려보내 드론 쇼와 이어지는 연출을 택했다.

## 메달 수여식

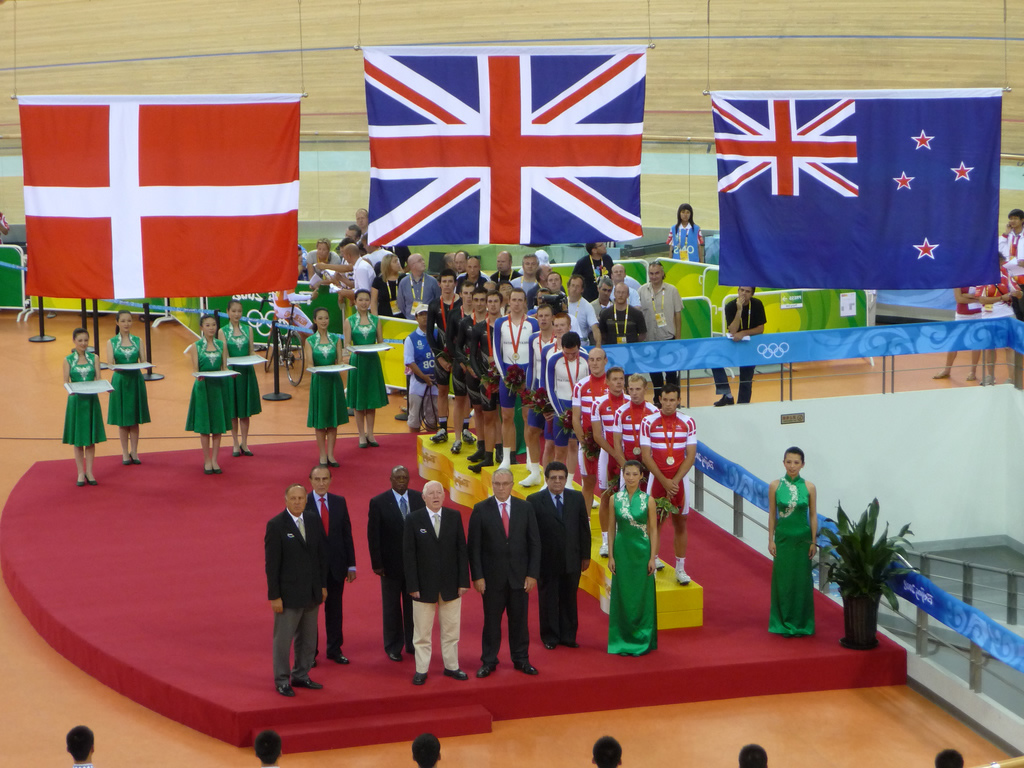
2008년 하계 올림픽 사이클 남자 단체 계주 시상식

올림픽의 매 경기가 끝나면 메달 수여식이 진행된다. 하계올림픽에서는 시합이 열린 경기장에서 시상식을 바로 여는 경우가 일반적이지만, 동계올림픽에서는 실내종목이 아닌 이상 메달 플라자라는 별도의 시설에서 한밤중에 메달 수여식을 하는 경우가 많다. 경기에서 메달을 딴 선수들이 올라가는 세 개의 단상 중에서 금메달리스트가 올라가는 단상은 가장 높고 중앙에 위치해 있으며, 은메달과 동메달리스트의 단상은 그 양옆에 달려있는 모습이다. 메달은 IOC 위원이 수여한다. 이때 IOC 위원은 해당 종목을 주관하는 국제스포츠연맹 (예: 육상은 IAAF, 수영은 FINA) 소속 대변인과 동반하는 것이 보통이며, 연맹 대변인은 꽃다발이나 그밖에 증정품을 선수에게 전달하는 일을 한다. 2004년 아테네 올림픽에서는 고대 올림픽의 전통을 잇는다는 의미에서 올리브 화환을 같이 수여했다. 2016년 리우 올림픽에서는 꽃 대신 대회 로고의 3D 모형을 증정했으며, 2018년 평창 동계 올림픽에서도 대회명을 산 형태로 굴곡지게 뽑아낸 모형을 증정하였다. 메달이 수여되면 세 국가의 국기가 게양된다. 금메달리스트의 국기는 중앙에 자리하고 은메달은 왼편, 동메달은 오른편에 둔다. 금메달리스트 국기를 조금 더 높이 띄우며, 은메달과 동메달리스트 국기는 동일선상으로 둔다. 그리고 금메달을 딴 나라의 국가가 울려펴지고, 국가가 끝나면 다시 하강한다. 한편 메달 수여식이 진행되는 동안 개최국 시민들이나 자원봉사자가 나서 메달을 수여하는 사람을 안내하고 기수를 맡는 등의 보조역할도 한다.
메달 수여식을 진행하는 동안 선수들에게는 엄격한 규칙이 적용된다. 예컨대 수여식에서 차려입고 나오는 옷은 그 선수의 국가대표팀 표준복으로서 사전 승인된 것만 허용한다. 연단에 선 이후에는 어떠한 정치적 소속을 드러내거나 정치적 발언을 해서는 아니 된다. 이를 위반한 대표적인 사례가 1968년 멕시코시티 올림픽 당시 토미 스미스와 존 카를로스가 벌인 블랙 파워 설루트 사건이다. 이 때의 행동으로 애버리 브런디지 당시 IOC 위원장은 해당 선수들의 올림픽 영구 추방을 요구하기도 했다. 미국 올림픽 위원회 측이 별다른 대응을 하지 않자 브런디지 위원장은 이번에는 육상종목 미국 팀 전원 추방을 요구하였고, 미국올림픽위원회 측은 결국 처음 요구를 수용하여 스미스와 카를로스를 영구제명 조치하게 된다.

## 올림픽 폐막식

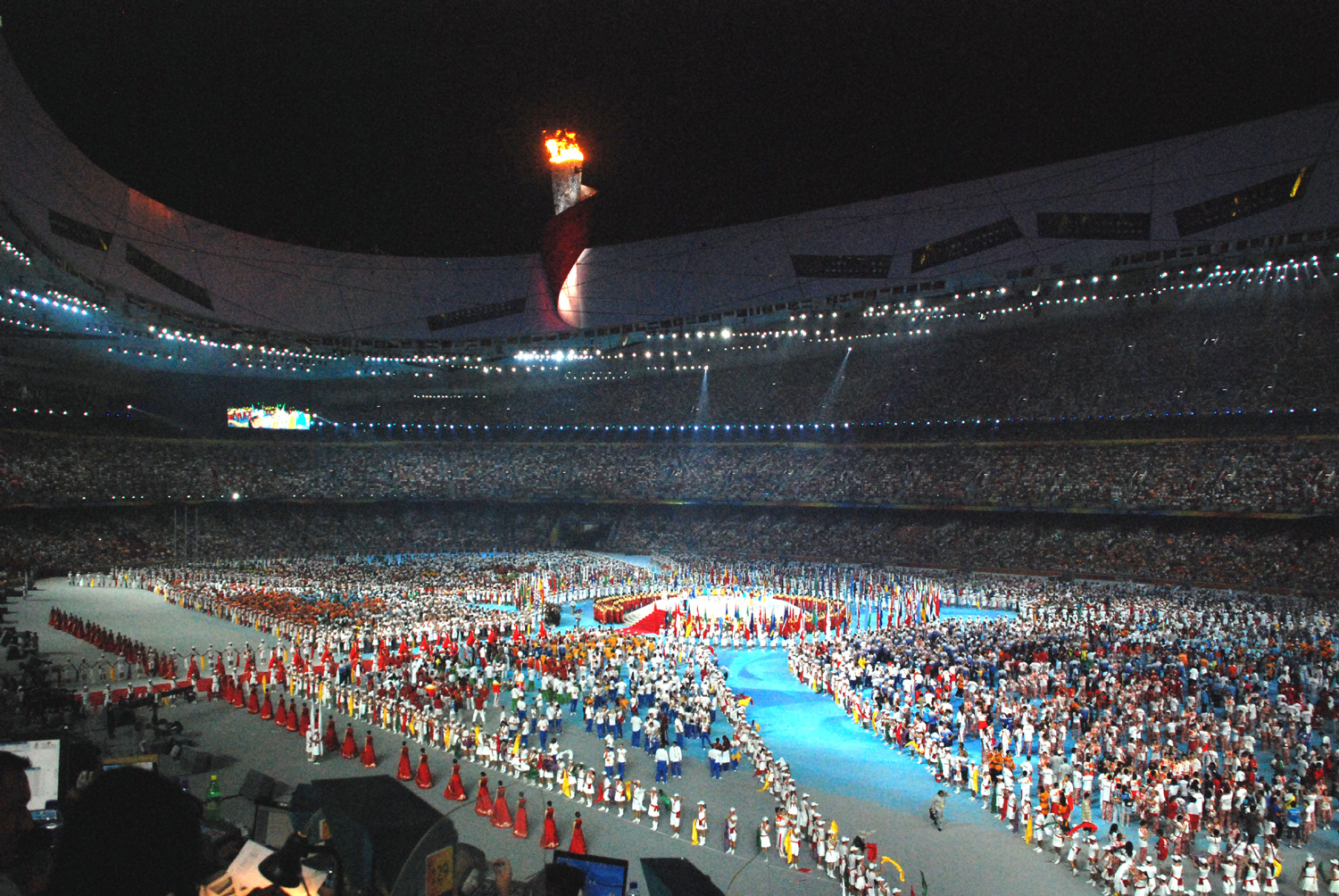
2008년 베이징 올림픽 폐막식이 열린 스타디움 내에 모여있는 각국 선수들

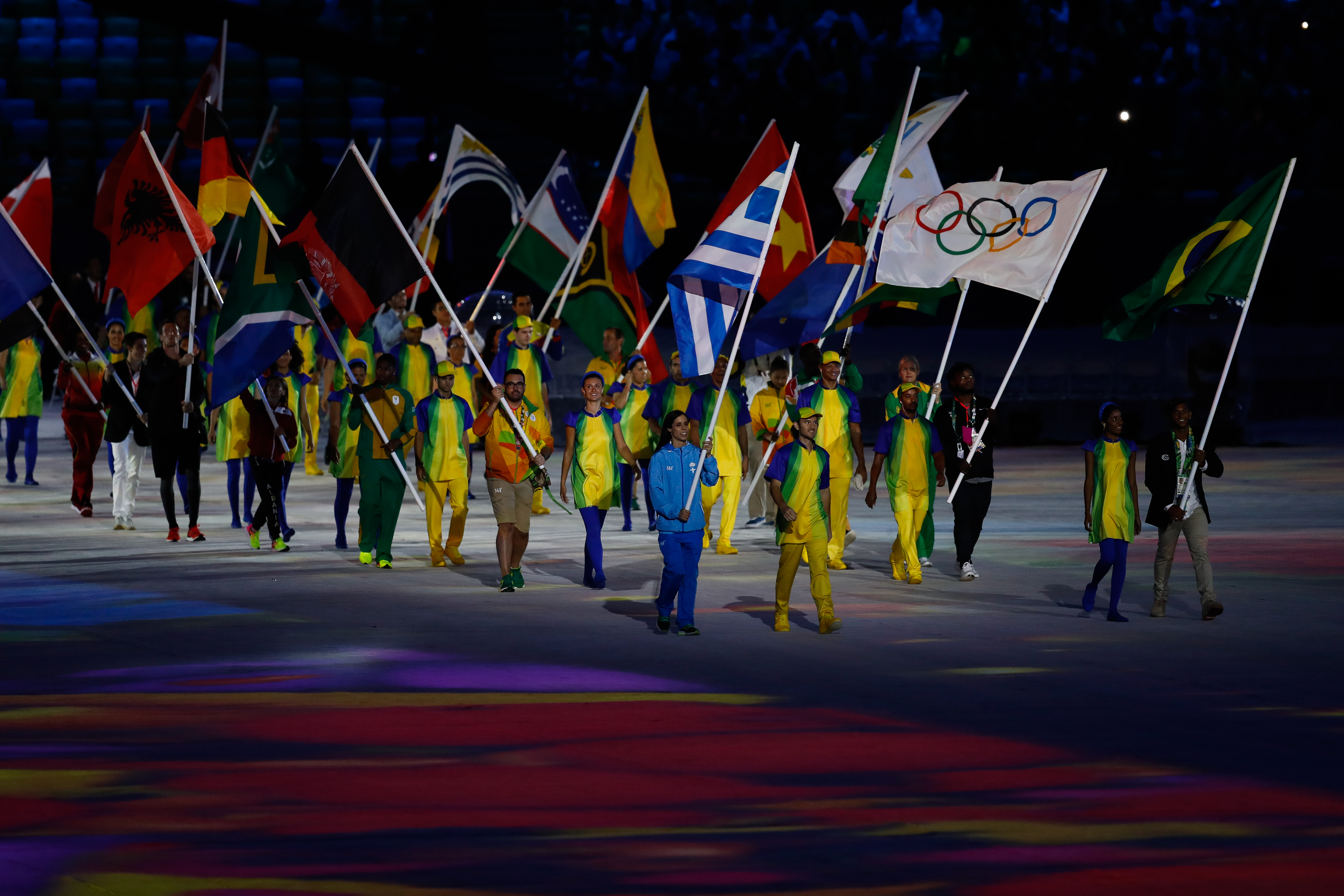
2016년 리우 올림픽의 국기 퍼레이드

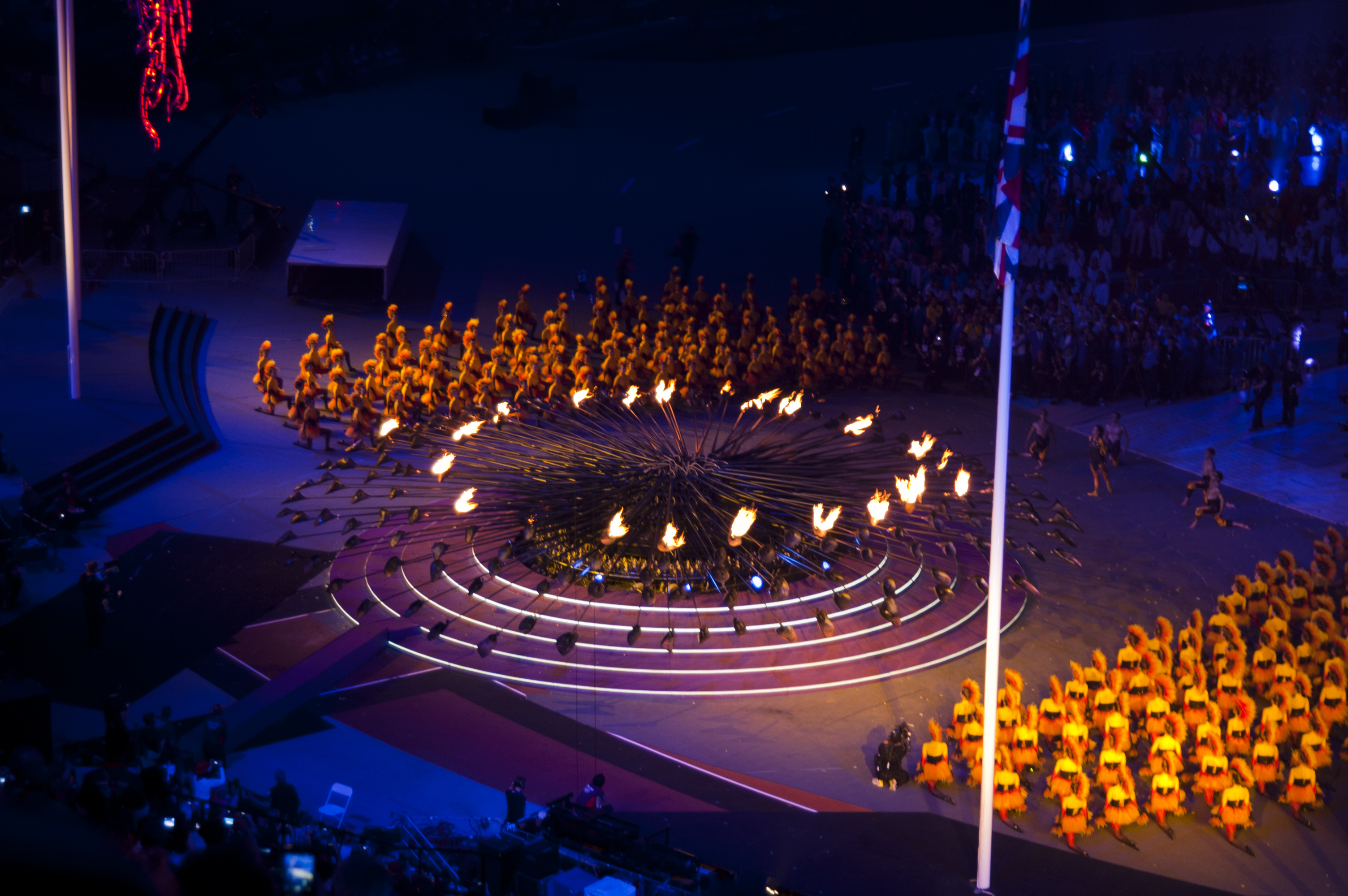
2012년 런던 올림픽의 성화 소화 장면

올림픽 개막식과는 달리 폐막식은 공식 헌장으로 규정되어 있기보다는 지난 대회에서의 관례에 따라 조금씩 발전되어 온 요소들이 많다.
개막식과 마찬가지로 폐막식에서는 대회 개최국 국기가 게양되고 국가가 연주된다. 이후 '국기 퍼레이드'라는 폐막식 특유의 행사가 시작되는데, 국기 행진이란 말 그대로 대회 참가국들의 국기와 기수들만 일렬로 먼저 입장하는 것이다. 그 뒤로는 국적 구분과는 관계없이 모든 선수들이 한데 어울려 동시에 입장하는데 이를 '선수 퍼레이드'라 칭한다. 모든 선수가 동시 입장하는 것은 1956년 하계 올림픽부터 시작된 것으로, 당시 멜버른의 남학생이던 존 이언 윙이 전세계 모든 선수가 '하나의 국가'로서 다함께 입장할 수 있다고 처음 제안해 진행된 것이 지금까지도 관례로 남아 있다. 1956년 올림픽 이전에는 근대 올림픽과 고대 올림픽을 통틀어 대회에 참가한 선수들이 행진하는 일은 없었으며, 전세계 평화 행진의 사상 첫 사례라고 할 수 있다. 동계올림픽은 1960년 대회부터 도입되었다. 다만 이 같은 행진은 대회 구성에 따라 살짝 변형되기도 하는데, 일례로 2006년 토리노 동계 올림픽에서는 각국 선수들이 서로 국적을 구분해 입장한 후 흩어져 다시 한데 어우러지는 방식을 취했다.
모든 선수가 스타디움 안으로 들어오면 이번 대회의 마지막 메달 시상식이 진행된다. 개최도시의 조직위원회는 IOC와의 상의를 통해 어떤 종목에서 최후의 메달 시상식을 진행할지를 결정한다. 하계올림픽에서는 이 마지막 종목이 남자 마라톤이 되는 경우가 많다. 예로부터 남자 마라톤 경기는 올림픽 대회 마지막 날 마지막 차례에 진행되고, 폐막식 직전에 경기결과가 판가름나며 시상식을 진행해 왔다. 하지만 최근에 1996년 애틀랜타 올림픽, 2008년 베이징 올림픽, 2012년 런던 올림픽, 2016년 리우 올림픽 등의 대회에서는 개최도시에 문제를 일으킬 수 있다는 이유로 아침 일찍 시작하는 경향이 생겼다. 동계올림픽의 경우 2006년 토리노 동계 올림픽부터는 크로스컨트리 스키 종목의 시상식이 폐막식에서 진행된다. 2014년 소치 동계올림픽까지는 크로스컨트리 남자 50km 경기의 시상식이, 2018년 평창 동계 올림픽부터는 여자 30km 경기의 시상식이 이뤄졌다. 어찌 되었든 폐막식의 메달 시상식에서는 여느 시상식과 똑같이 메달리스트의 국기가 게양되고 금메달리스트의 국가가 연주된다.
이후 개최국 국기 깃대와 더불어 서있는 빈 깃대에 두 개의 국기가 게양되는데, 하나는 올림픽의 발상지인 그리스를 기리기 위한 그리스 국기가 걸리고, 다른 하나는 차기 올림픽 대회 개최국의 국기가 게양된다. 특이한 사례로는 1980년 모스크바 올림픽 당시 서방 국가들의 보이콧으로 인해 차기 개최국의 미국 국기가 아닌, 개최도시인 로스앤젤레스의 시기가 게양되었다. 2000년 시드니 올림픽과 2004년 아테네 올림픽에서는 그리스가 각각 차기 개최국, 현 개최국이었던 탓에 그리스 국기가 두 개씩 게양됐다. 국기가 모두 게양되면 올림픽 찬가가 울려퍼지는 가운데, 개막식에서 게양됐던 올림픽기가 깃대에서 내려 스타디움을 떠난다.
이후 올림픽기 이양식이 진행되는데, 이 관례를 처음 시작한 안트베르펜 올림픽의 이름을 따서 '안트베르펜 의식' (Antwerp Ceremony)이라고도 부른다. 본 대회를 조직했던 도시의 수장이 특별한 올림픽기를 두어 차례 휘날린 다음 IOC 위원장에게 전달하고, 위원장은 다시 차기 올림픽 대회를 치를 도시의 수장에게 전달한다. 올림픽기를 전달받은 차기 개최지 수장은 깃발을 여덟 번 휘날린다. 여기서 쓰이는 올림픽기는 역대 총 네 개가 있었다.
- 안트베르펜기 - 1920년 안트베르펜 올림픽 당시 안트베르펜 시 측에서 제작해 IOC에 전달한 올림픽기로 60여년 간 차기 개최도시에 전달되다가 1984년 로스앤젤레스 올림픽까지 쓰였다.
- 오슬로기 - 1952년 오슬로 동계 올림픽 당시 오슬로 시가 IOC에 전달한 올림픽기로, 차기 동계 올림픽 개최도시에 전달됐다.
- 서울기 - 1988년 서울 올림픽 당시 서울특별시가 IOC에 전달한 올림픽기로 안트베르펜기를 대체하기 위해 제작됐다. 2012년 런던 올림픽까지 쓰였다.
- 리우기 - 2016년 리우데자네이루 올림픽 당시 리우데자네이루 시가 IOC에 전달한 올림픽기로 서울기를 대체하기 위해 제작됐다. 아직 현역으로 쓰이는 올림픽기로 차기 하계올림픽 개최도시에 전달된다.

2006년 토리노 동계 올림픽에서는 이양식에 살짝 변화가 있었다. 세르조 참파리노 토리노 시장이 샘 설리번 밴쿠버 시장에게 올림픽기를 전달하고, 올림픽기를 한손에 쥔 설리번 시장은 사지마비를 앓고 있었던 탓에 전동 휠체어에 앉아서 앞뒤로 여덟 번 왔다갔다 하는 행동을 취했다.
이양식이 끝난 뒤에는 차기 개최국의 주도로 해당 국가나 도시를 대표하는 예술공연이 진행된다. 차기 개최국 소개무대는 1976년 몬트리올 올림픽부터 시작됐다. 2016년 리우 올림픽에서는 2020년 하계 올림픽을 개최하는 도쿄의 무대가 펼쳐졌는데, 도쿄의 문화를 여실히 드러낸 영상과 미디어 아트, 현대무용, 그리고 아베 신조 일본 총리의 깜짝 등장 퍼포먼스로 진행됐다.
이후 올림픽 조직위원회 회장의 연설이 진행되고, IOC 위원장도 감사인사를 비롯한 연설을 진행한 뒤 대회 폐막을 공식 선언한다. 다음은 2018년 평창 동계 올림픽에서의 선언문이다.
이제 저는 2018 평창 동계올림픽의 폐회를 선언해야 합니다. 저는 전통에 따라, 전세계의 청년 여러분이 지금으로부터 4년 뒤 중국 베이징에서 제24회 동계 올림픽 대회를 기념하러 모여주실 것을 요청하는 바입니다.
And now it is my obligation to declare the Olympic Winter Games PyeongChang 2018 closed. In accordance with tradition, I call upon the youth of the world to assemble four years from now in Beijing, People’s Republic of China, to celebrate with all of us, the 24th Olympic Winter Games.
2018년 평창 동계 올림픽에서는 이례적으로 IOC 회장의 연설 도중, 5대륙 대표 선수들과 차기 개최국 선수를 선발해 다같이 어울려, 손가락 하트를 취하는 퍼포먼스를 취했다. 선언이 마무리되면 마지막으로 올림픽 성화가 소화되며 대회의 막을 알린다.